# Gediminas Šerkšnys
Gediminas Šerkšnys (* 11. Februar 1948 in Kaunas) ist ein litauischer Diplomat.

## Leben
Nach dem Abitur an der Aleksonis-Mittelschule in Žaliakalnis  absolvierte er 1972 das Studium der Biophysik am Kauno medicinos institutas und 1979 promovierte in der technischen Kybernetik. Danach arbeitete er als wiss. Mitarbeiter am Institut für Energieprobleme Kaunas und von 1981 bis 1988 am Institut für Kardiologie Kaunas, danach bei „Baltic Amadeus“. Ab 1990 war er Mitglied des Seimas, von 1991 bis 1993 stellv. Außenminister Litauens, 1992 Minister ohne Portfolio, ab 1997 Botschafter.

## Quelle
- Biografie

| Vorgänger      | Amt                                                                           | Nachfolger        |
| -------------- | ----------------------------------------------------------------------------- | ----------------- |
| Oskaras Jusys  | Ständiger Vertreter Litauens bei den Vereinten Nationen in New York 2000–2006 | Dalius Čekuolis   |
| Neris Germanas | Ständiger Vertreter Litauens beim Europarat in Straßburg 2008–2015            | Laima Jurevičienė |

| Personendaten    | Personendaten                                           |
| ---------------- | ------------------------------------------------------- |
| NAME             | Šerkšnys, Gediminas                                     |
| KURZBESCHREIBUNG | litauischer Diplomat und Politiker, Mitglied des Seimas |
| GEBURTSDATUM     | 11. Februar 1948                                        |
| GEBURTSORT       | Kaunas                                                  |